# سسک

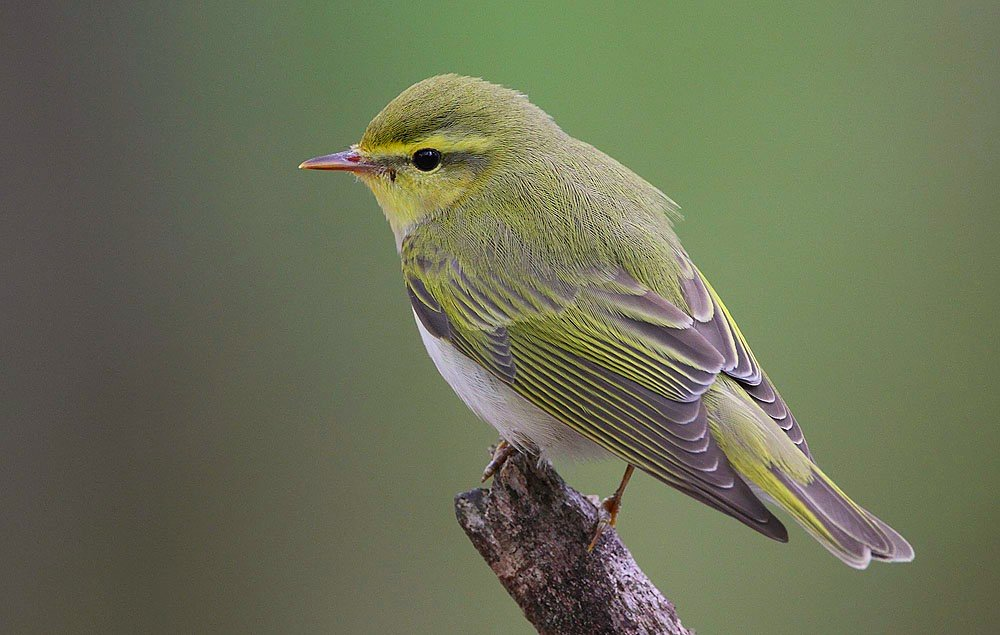
یک سسک جنگلی

انواع گنجشک‌سانان (پرندگان شاخه‌نشین) معمولا به عنوان سسک‌ها اشاره می‌شوند. آنها لزوماً با یکدیگر ارتباط نزدیکی ندارند، اما برخی از ویژگی‌های مشترک را دارند، مانند جثهٔ به نسبت کوچک، آواز، و حشره‌خوار.

## سسک‌های Sylvioid
این‌ها تا حدودی بیشتر از سایر سسک‌ها به یکدیگر مرتبط هستند. آنها وابسته به یک بالاخانواده هستند که شامل لیکویان جهان قدیم، بلبلان و غیره هستند.
- " سسکان جهان قدیم " که قبلاً همه در خانواده Sylviidae بودند
  - سسک‌های برگی، در حال حاضر در خانواده Phylloscopidae
  - سسک‌های بیشه اصلی که اکنون در خانواده سسکان بیشه هستند.
  - سسک‌های علفی و سسک‌های علفی megalurid، در حال حاضر در خانواده سسکان ملخی
  - سسک‌های نیزار و سسک‌های درختی، در حال حاضر در خانواده سسکان نیزار
  - سسک‌های راستین یا سسک‌های سیلوید، باقی مانده در خانواده Sylviidae یا نقل مکان به لیکویان
  - سسک‌های سیستیکولید، خانواده سبدنشینان
- سسک مالاگاسی، خانواده تازه‌ای که به تازگی در Bernieridae جمع‌آوری شده‌اند.

## سسک‌های Passeroid
دو خانواده سسک‌های آمریکایی بخشی از یک بالاخانواده دیگر هستند که آنها را با گنجشک‌ها، زردپره‌های نمادین، سهره‌ها، فنچ‌ها و غیره متحد می‌کند.
- سسک زیتونی، خانواده یکنواختی Peucedramidae
- سسک‌های جهان جدید، خانواده Parulidae

## دیگر
- سسک‌های چرخ‌ریسکی یا مگس‌گیرهای پریسا، خانواده Stenostiridae

اینها ارتباط تنگاتنگی با چرخ‌ریسک‌ها و چرخ‌ریسک‌های آمریکایی دارند.
- سسک‌های استرالیایی، خانواده Acanthizidae

اینها متمایزترین گروه از سسک‌ها هستند. آنها به هیچ وجه با دیگران ارتباط نزدیکی ندارند، بلکه بیشتر با عسل‌خوارها و پری‌الیکایی‌ها مرتبط هستند.
- عسل‌کش هاوایی- (سازگاری واگرا)، سردهٔ H. virens - amakihi معمولی.[۱] (نگاه کنید به: فهرست عسل‌کش‌ها با سازگاری واگرا)